# 雷濟納 (波蘭)
雷濟納是波蘭的城鎮，位於該國南部，距離萊什諾約8公里，由大波蘭省負責管轄，始建於十五世紀初，面積2.17平方公里，鎮上的城堡建於1682至1695年，2006年人口2,539。
51°47′N 16°39′E / 51.783°N 16.650°E